# Браво, Даниэль
Даниэ́ль Браво́ (фр. Daniel Bravo; 9 февраля 1963, Тулуза) — французский футболист, выступавший за сборную Франции на позиции полузащитника.
Чемпион Европы 1984 года.

## Карьера

### Клубная
Первый матч в составе «Ниццы» в Дивизионе 1 сыграл 24 июля 1980 года против «Меца». Несмотря на плохие результаты клуба, Браво привлёк внимание своей игрой, но не ушёл из «Ниццы», даже когда команда вылетела из Дивизиона 1 по итогам чемпионата 1981/82. За один сезон в Дивизионе 2 Браво забил 11 мячей.
Летом 1983 года Браво стал игроком «Монако». Хотя с монегасками Браво выиграл Кубок и Суперкубок Франции в 1985 году, его карьера в клубе была омрачена травмой, и после сезона 1986/87 он вернулся в «Ниццу», где стал капитаном команды. В розыгрыше чемпионата 1988/89 Браво забил за «Ниццу» 15 мячей и был приглашён в столичный клуб «Пари Сен-Жермен».
Первые два года Браво был безоговорочным футболистом основного состава, но затем парижан возглавил португалец Артур Жорже. Браво тренера не устраивал, и потому выходил на поле нечасто, даже в победном сезоне 1993/94. Только с приходом на тренерский пост бывшего партнёра по сборной Франции Луиса Фернандеса, Браво снова стал основным игроком «Пари Сен-Жермен», уже на позиции опорного полузащитника.
Не очень удачно отыграв год в итальянской «Парма», Браво вернулся во Францию, но в лионском «Олимпике» пропустил много игр из-за травм, не закрепился и в «Олимпике» из Марселя. Браво принял решение в третий раз вернуться в «Ниццу», но его не устроила атмосфера в команде, и летом 2000 года он завершил игровую карьеру.
Всего во французском Дивизионе 1 Даниэль Браво сыграл 485 матчей и забил 76 мячей, в еврокубках — 50 матчей, 2 мяча.

### В сборной
В национальной команде Франции дебютировал 23 февраля 1982 года в матче против сборной Италии. Выйдя на замену вместо Дидье Сикса на 66-й минуте, Браво забил гол в ворота Дино Дзоффа на 84-й минуте, встреча закончилась победой французов со счётом 2:0. Браво рассматривался как один из кандидатов на попадание в заявку на чемпионат мира 1982 года, но в итоге в состав участников турнира не был включён. После чемпионата мира вернулся в сборную, несмотря на то, что выступал в Дивизионе 2.
На победном для французов чемпионате Европы 1984 года Браво сыграл всего 13 минут, заменив Жана-Марка Феррери в игре со сборной Югославии. После турнира не выступал за национальную сборную более четырёх лет, проведя следующий матч 28 сентября 1988 года в рамках отборочного турнира чемпионата мира 1990 года против команды Норвегии. Именно Браво заработал пенальти, с которого Жан-Пьер Папен забил единственный мяч. Последний матч за сборную сыграл 11 октября 1989 года, поучаствовав в крупной победе над сборной Шотландии со счётом 3:0.
Всего за сборную Франции Даниэль Браво провёл 13 матчей, забил 1 гол.

## Достижения

### Клубные
- Чемпион Франции: 1993/94
- Обладатель Кубка Франции (3): 1984/85, 1992/93, 1994/95
- Обладатель Кубка французской лиги: 1994/95
- Обладатель Суперкубка Франции (2): 1985, 1995
- Обладатель Кубка обладателей кубков УЕФА: 1995/96
- Финалист Кубка УЕФА: 1998/99

### В сборной
- Чемпион Европы: 1984